# SAPEC
O Grupo Sapec nasceu em Portugal em 1926, para explorar as minas de pirite do Lousal, em Grândola. 
Rapidamente se integrou verticalmente na produção de adubos fosfatados, utilizando o ácido sulfúrico produzido a partir de cinzas de pirite, para em seguida alargar e desenvolver progressivamente as suas actividades de produção e de comercialização a outros factores de produção para a agricultura. A produção e a comercialização de adubos, de agroquímicos, de sementes e rações para animais foram, durante décadas, as atividades de base principais e quase únicas deste Grupo. 
A SAPEC Agro, holder do Grupo para a produção de herbicidas, fungicidas e insecticidas, bem como de nutrientes para culturas agrícolas, retomou a partir de finais do século XX a atividade histórica do Grupo, desenvolvendo atividade em cerca de 70 países.
A holding SAPEC está cotada na bolsa de Bruxelas, e mantém cinco áreas de negócio de base, com implantação principal na Península Ibérica: factores de produção para a agricultura, distribuição de produtos químicos, tratamento de resíduos industriais banais, logística (Serviço Português de Contentores), distribuição e trading de agro-alimentares e a produção de energia renovável.
Em 2016 o fundo de private equity Bridgepoint chegou a acordo para comprar a SAPEC Agro em Portugal e Espanha